# جوان بلازا
جوان بلازا (بالإسبانية: Joan Plaza)‏ مواليد 26 ديسمبر 1963 في برشلونة، هو مدرب كرة سلة إسباني ولاعب معتزل. درب عدة فرق مثل بالونكيستو مالقا، زالغيريس لكرة السلة، نادي إشبيلية لكرة السلة، ريال مدريد لكرة السلة وجوفينتوت بادالونا.

## الإنجازات
- كأس أوروبا لكرة السلة (1): 2006–07
- الدوري الإسباني لكرة السلة (1): 2006–07

## روابط خارجية
- جوان بلازا على موقع الدوري الإسباني لكرة السلة (الإسبانية)